# 婴儿按摩

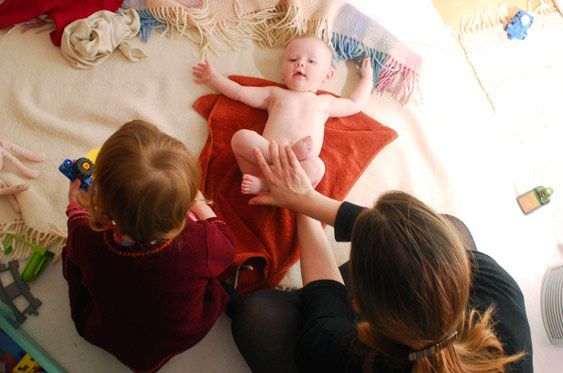
婴儿按摩

婴儿按摩（英語：Infant massage），是一种对婴儿进行按摩治疗的替代疗法。可能是由家長為嬰兒進行，或是由護理人員進行。
目前沒有足夠的實證可以支持，為促進其身體成長而對足月嬰兒或早產兒進行婴儿按摩的療法。

## 历史
古印度的阿育吠陀医学曾有婴儿按摩的方法。清朝时期，中国也一直在鼓励婴儿按摩（或稱為「小兒推拿」）。目前，它也是南亚和其他地方传统儿童保育的组成内容。在这些地方，妈妈的日常按摩被视为“灌输无畏精神、强化骨骼结构、加强运动和肢体协调，以及增加体重”。一些非洲国家和前苏联国家地区，也会经常使用婴儿按摩。在西方文化中，婴儿按摩常见于新生儿重症监护病房中，为触觉刺激有限的早产儿在紧张环境中放松压力。

## 研究

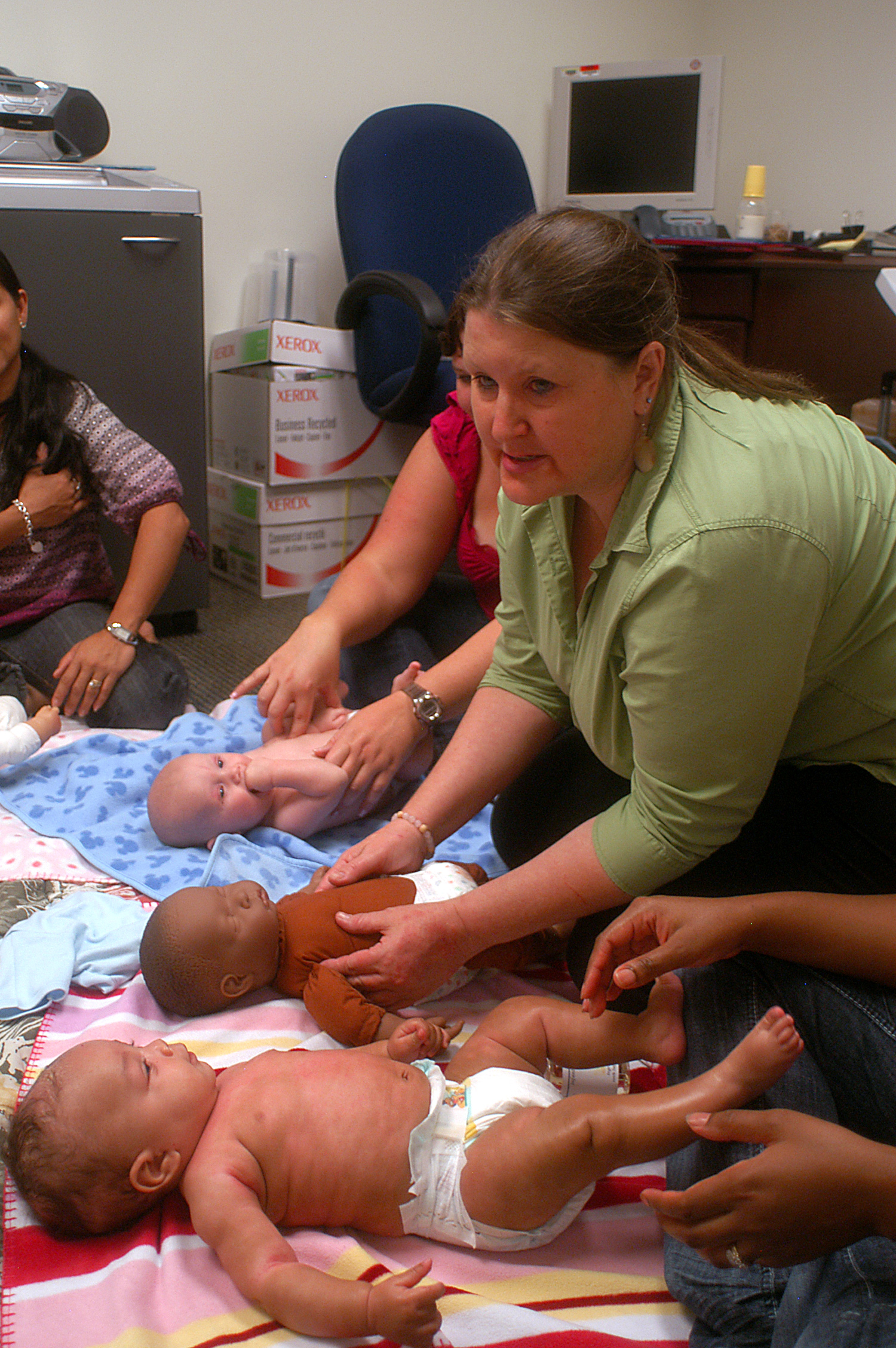
美国海军“新父母支持家庭探访计划”中的婴儿按摩

一份关于按摩疗法对6个月以下婴儿（非早产儿或体重不足）益处的科克伦研究报告指出，目前的證據還不足以支持此一療法。
2004年关于预产期和低出生体重按摩疗法的研究进行的科克伦研究也指出现，其有利证据相对薄弱。审查还建议，由护士提供按摩疗法的新生儿重症监护室，应该重新考虑此方法是否具备成本效益、值得护士花费时间如此操作。

## 机制
有關婴儿按摩如何促進婴兒成長的機制，目前有提出許多的假設。有人主张，对于早产儿，任何体重增加都可能是由于新陈代谢效率的提高，或通过减少压力行为或应激激素，进而减少压力的负面反应。其他可能的机制，包括促進胰岛素和胃泌素的分泌，以及改善父母与婴儿的关系。

## 安全
对文献的审查后发现，无论是足月或早产儿，按摩疗法并不会产生负面事件与不良风险。一项研究发现，在使用芥菜油或橄榄油等传统社会文化中，使用某些油按摩，可能对新生早产儿皮肤的屏障功能产生不利影响，而其他富含亚油酸的油类如葵花籽油可能会改善这些功能。

## 相关
- 婴儿更衣（英语：Babywearing）
- 触觉交流（英语：Haptic communication）
- 袋鼠护理（英语：Kangaroo care）
- 儿科按摩（英语：Pediatric massage）
- 襁褓（英语：Swaddling）